# Śpiączka cukrzycowa
Śpiączka cukrzycowa – stan zagrożenia życia, w którym osoba z cukrzycą traci przytomność z powodu jednego z kilku ostrych powikłań związanych z cukrzycą. Główne przyczyny to ciężka hipoglikemia, kwasica ketonowa (DKA) oraz stan hiperglikemiczno-hiperosmolarny.

## Rodzaje i przyczyny
1. Ciężka hipoglikemia: Występuje, gdy poziom cukru we krwi spada zbyt nisko, często z powodu nadmiaru insuliny, niewystarczającego odżywienia organizmu lub zbyt intensywnej aktywności fizycznej. Hipoglikemia może prowadzić do dezorientacji, drgawek i utraty przytomności, jeśli nie zostanie szybko leczona.
2. Kwasica ketonowa (DKA): Bardziej powszechna w cukrzycy typu 1, DKA wynika z ciężkiego niedoboru insuliny, prowadząc do hiperglikemii, produkcji ketonów i kwasicy. Objawy obejmują: nadmierne pragnienie, częste oddawanie moczu, nudności, wymioty, ból brzucha i zapach acetonu z ust. Jeśli nieleczona, może prowadzić do odwodnienia, wstrząsu i śpiączki.
3. Stan hiperglikemiczno-hiperosmolarny (HHS): Zazwyczaj występuje w cukrzycy typu 2, HHS charakteryzuje się bardzo wysokim poziomem glukozy we krwi, znacznym odwodnieniem i brakiem ketozy. Czynniki wywołujące to infekcje, zawały serca i inne ostre choroby. Objawy są podobne do DKA, ale bez produkcji ketonów[4].

## Patofizjologia
1. HHS: Nawet minimalna obecność insuliny zapobiega ketogenezie, ale ekstremalna hiperglikemia prowadzi do hiperosmolarności i ciężkiego odwodnienia. Ten stan rozwija się wolniej niż DKA i jest często wywoływany przez współistniejące choroby lub leki.
2. DKA: Brak insuliny powoduje rozkład tłuszczów w celu uzyskania energii, co prowadzi do produkcji ketonów, które gromadzą się we krwi, powodując kwasicę. Wysoki poziom glukozy prowadzi do diurezy osmotycznej, powodując odwodnienie i zaburzenia elektrolitowe.
3. Hipoglikemia: Niedobór glukozy we krwi zakłóca normalne funkcjonowanie mózgu, prowadząc do objawów neurologicznych i, jeśli nieleczona, śpiączki. Może wystąpić z powodu nadmiernego stosowania insuliny lub innych terapii obniżających poziom glukozy[5].

## Leczenie
Leczenie zależy od przyczyny wystąpienia śpiączki cukrzycowej. Sposobami są:
- Natychmiastowa opieka: Podawanie płynów dożylnych w celu korekcji odwodnienia, zawartości elektrolitów (zwłaszcza potasu) oraz insuliny (dla DKA i HHS) w celu normalizacji poziomu glukozy we krwi. Ważne jest również monitorowanie i korygowanie zaburzeń kwasowo-zasadowych i elektrolitowych.
- Terapia insulinowa: W przypadku DKA insulina jest podawana w celu obniżenia poziomu glukozy i zahamowania produkcji ketonów. W HHS insulina jest podawana po początkowym nawodnieniu.
- Zastępowanie elektrolitów: Poziomy potasu muszą być ściśle monitorowane i korygowane w miarę postępu terapii insulinowej, z powodu ryzyka hipokaliemii.
- Wyrównanie hipoglikemii: Leczenie obejmuje natychmiastowe spożycie glukozy lub słodkich pokarmów, a w ciężkich przypadkach podawanie glukagonu lub dożylnie glukozy[6].

## Rokowanie i zapobieganie
Przy szybkiej i odpowiedniej interwencji rokowanie dla śpiączki cukrzycowej może być korzystne, ale opóźnione leczenie zwiększa ryzyko poważnych powikłań i śmierci. DKA ma śmiertelność na poziomie 1–5%, podczas gdy HHS ma wyższą śmiertelność ze względu na związek z zaawansowanym wiekiem i współistniejącymi chorobami. Skuteczne kontrolowanie cukrzycy, w tym regularne monitorowanie poziomu glukozy we krwi, przestrzeganie zaleceń terapeutycznych oraz edukacja na temat rozpoznawania wczesnych objawów hiperglikemii i hipoglikemii, są kluczowymi środkami zapobiegawczymi.

## Problem społeczny
Śpiączka cukrzycowa i stan występujący przed nią bywa często mylony z upojeniem alkoholowym. Błędna identyfikacja tych stanów przez osoby postronne, a nawet przez personel medyczny może prowadzić do opóźnienia podjęcia właściwej interwencji medycznej, co zwiększa ryzyko poważnych powikłań zdrowotnych, a nawet śmierci. Jest to wywołane przez bardzo podobne objawy obu tych stanów: dezorientacja i zmieszanie, niewyraźna mowa, zaburzenia równowagi i koordynacji, zmiany zachowania, utrata przytomności, zaburzenia oddechowe, zapach z ust.